# روبرت ريد (كاتب)
روبرت ريد (بالإنجليزية: Robert Reed)‏‏ (9 أكتوبر 1956 في أوماها، نبراسكا - ) روائي، وكاتب، وكاتب خيال علمي من الولايات المتحدة.

## الجوائز
- Grand prix de l'Imaginaire [الإنجليزية]‏[12]
- جائزة هوجو لأفضل نوفيلا[13]

## روابط خارجية
- روبرت ريد على موقع ميوزك برينز (الإنجليزية)